# Liste der Wimbledonsieger (Juniorendoppel)
Diese Liste enthält alle Finalisten im Juniorendoppel bei den Wimbledon Championships. Das Event wurde 1982 das erste Mal ausgespielt.
| Jahr | Sieger                                    | Finalgegner                               | Ergebnis                       |
| ---- | ----------------------------------------- | ----------------------------------------- | ------------------------------ |
| 1982 | Pat Cash John Frawley                     | Rick Leach John Ross                      | 6:3, 6:4                       |
| 1983 | Mark Kratzmann Simon Youl                 | Mihnea-Ion Năstase Olli Rahnasto          | 6:4, 6:4                       |
| 1984 | Ricky Brown Robbie Weiss                  | Mark Kratzmann Jonas Svensson             | 1:6, 6:4, 11:9                 |
| 1985 | Agustín Moreno Jaime Yzaga                | Petr Korda Cyril Suk                      | 7:6, 6:4                       |
| 1986 | Tomás Carbonell Petr Korda                | Shane Barr Hubert Karrasch                | 6:1, 6:1                       |
| 1987 | Jason Stoltenberg Todd Woodbridge         | Diego Nargiso Eugenio Rossi               | 6:3, 7:62                      |
| 1988 | Jason Stoltenberg Todd Woodbridge         | David Rikl Tomáš Anzari                   | 6:4, 1:6, 7:5                  |
| 1989 | Jared Palmer Jonathan Stark               | John-Laffnie de Jager Wayne Ferreira      | 7:64, 7:62                     |
| 1990 | Sébastien Lareau Sébastien Leblanc        | Clinton Marsh Marcos Ondruska             | 7:65, 4:6, 6:3                 |
| 1991 | Karim Alami Greg Rusedski                 | John-Laffnie de Jager Andrij Medwedjew    | 1:6, 7:64, 6:4                 |
| 1992 | Steven Baldas Scott Draper                | Mahesh Bhupathi Nitin Kirtane             | 6:1, 4:6, 9:7                  |
| 1993 | Steven Downs James Greenhalgh             | Neville Godwin Gareth Williams            | 6:76, 7:64, 7:5                |
| 1994 | Ben Ellwood Mark Philippoussis            | Vladimír Pláteník Ricardo Schlachter      | 6:2, 6:4                       |
| 1995 | Martin Lee James Trotman                  | Alejandro Hernández Mariano Puerta        | 7:6, 6:4                       |
| 1996 | Daniele Bracciali Jocelyn Robichaud       | Damien Roberts Wesley Whitehouse          | 6:2, 6:4                       |
| 1997 | Luis Horna Nicolás Massú                  | Jaco van der Westhuizen Wesley Whitehouse | 6:4, 6:2                       |
| 1998 | Roger Federer Olivier Rochus              | Michaël Llodra Andy Ram                   | 6:4, 6:4                       |
| 1999 | Guillermo Coria David Nalbandian          | Todor Enew Jarkko Nieminen                | 7:5, 6:4                       |
| 2000 | Dominique Coene Kristof Vliegen           | Andrew Banks Ben Riby                     | 6:3, 1:6, 6:3                  |
| 2001 | Frank Dancevic Giovanni Lapentti          | Bruno Echagaray Santiago González         | 6:1, 6:4                       |
| 2002 | Florin Mergea Horia Tecău                 | Brian Baker Rajeev Ram                    | 6:4, 4:6, 6:4                  |
| 2003 | Florin Mergea Horia Tecău                 | Adam Feeney Chris Guccione                | 7:6, 7:5                       |
| 2004 | Brendan Evans Scott Oudsema               | Robin Haase Viktor Troicki                | 6:4, 6:4                       |
| 2005 | Jesse Levine Michael Shabaz               | Sam Groth Andrew Kennaugh                 | 6:4, 6:1                       |
| 2006 | Kellen Damico Nathaniel Schnugg           | Martin Kližan Andrej Martin               | 7:67, 6:2                      |
| 2007 | Daniel Alejandro López Matteo Trevisan    | Roman Jebavý Martin Kližan                | 7:65, 6:4                      |
| 2008 | Hsieh Cheng-peng Yang Tsung-hua           | Pierre-Hugues Herbert Kevin Krawietz      | 6:4, 2:6, 12:10                |
| 2009 | Pierre-Hugues Herbert Kevin Krawietz      | Lewis Burton George Morgan                | 6:73, 6:2, 12:10               |
| 2010 | Liam Broady Tom Farquharson               | Matt Reid Bernard Tomic                   | 7:64, 6:4                      |
| 2011 | George Morgan Mate Pavić                  | Oliver Golding Jiří Veselý                | 3:6, 6:4, 7:5                  |
| 2012 | Andrew Harris Nick Kyrgios                | Matteo Donati Pietro Licciardi            | 6:2, 6:4                       |
| 2013 | Nick Kyrgios Thanasi Kokkinakis           | Enzo Couacaud Stefano Napolitano          | 6:2, 6:3                       |
| 2014 | Orlando Luz Marcelo Zormann               | Stefan Kozlov Andrei Rubljow              | 6:4, 3:6, 8:6                  |
| 2015 | Lý Hoàng Nam Sumit Nagal                  | Reilly Opelka Akira Santillan             | 7:64, 6:4                      |
| 2016 | Kenneth Raisma Stefanos Tsitsipas         | Félix Auger-Aliassime Denis Shapovalov    | 4:6, 6:4, 6:2                  |
| 2017 | Axel Geller Hsu Yu-hsiou                  | Jurij Rodionov Michael Vrbenský           | 6:4, 6:4                       |
| 2018 | Yankı Erel Otto Virtanen                  | Nicolás Mejía Ondřej Štyler               | 7:65, 6:4                      |
| 2019 | Jonáš Forejtek Jiří Lehečka               | Liam Draxl Govind Nanda                   | 7:5, 6:4                       |
| 2020 | ausgefallen, COVID-19-Pandemie            | ausgefallen, COVID-19-Pandemie            | ausgefallen, COVID-19-Pandemie |
| 2021 | Edas Butvilas Alejandro Manzanera Pertusa | Daniel Rincón Abedallah Shelbayh          | 6:3, 6:4                       |
| 2022 | Sebastian Gorzny Alex Michelsen           | Gabriel Debru Paul Inchauspé              | 7:65, 6:3                      |
| 2023 | Jakub Filip Gabriele Vulpitta             | Branko Đurić Arthur Géa                   | 6:3, 6:3                       |
| 2024 | Alexander Razeghi Max Schönhaus           | Jan Klimas Jan Kumstát                    | 7:61, 6:4                      |
| 2025 | Oskari Paldanius Alan Ważny               | Oliver Bonding Jagger Leach               | 5:7, 7:66, [10:5]              |